# Фойн, Свен
Свен Фойн (норв. Svend Foyn; 9 июля 1809, Тёнсберг, Эстланд — 30 ноября 1894, Нёттерёй, Эстланд) — норвежский изобретатель, корабельный и китобойный магнат, известный прежде всего за изобретение гарпунной пушки, которое считается одним из важнейших событий в истории и развитии китобойного промысла.

## Карьера
Важнейшим и самым известным изобретением Свена Фойна была гарпунная пушка, которая значительно снижала опасность китобойного промысла и позволяла охотиться даже на крупных и быстрых полосатиков. Своё изобретение Фойн запатентовал в 1870 году. В скором времени им стали активно пользоваться китобои не только в Норвегии, но и в Великобритании, России, Японии и других странах. Кроме того, он сконструировал первое китобойное судно на паровом двигателе, которое могло достигать скорости 13 км/час.
Свен Фойн был награждён Орденом Святого Олафа ещё в 1853 году, в 1870 году стал его коммандором, а в 1893 году был награждён Большим Крестом. Фойн известен не только как изобретатель и предприниматель, но и как один из пионеров в деле улучшения социальных условий работников своих предприятий. В 1857—1870 годах на его деньги был построен крупный жилой комплекс для своих работников, также его усилиями был открыт первый в стране детский сад.

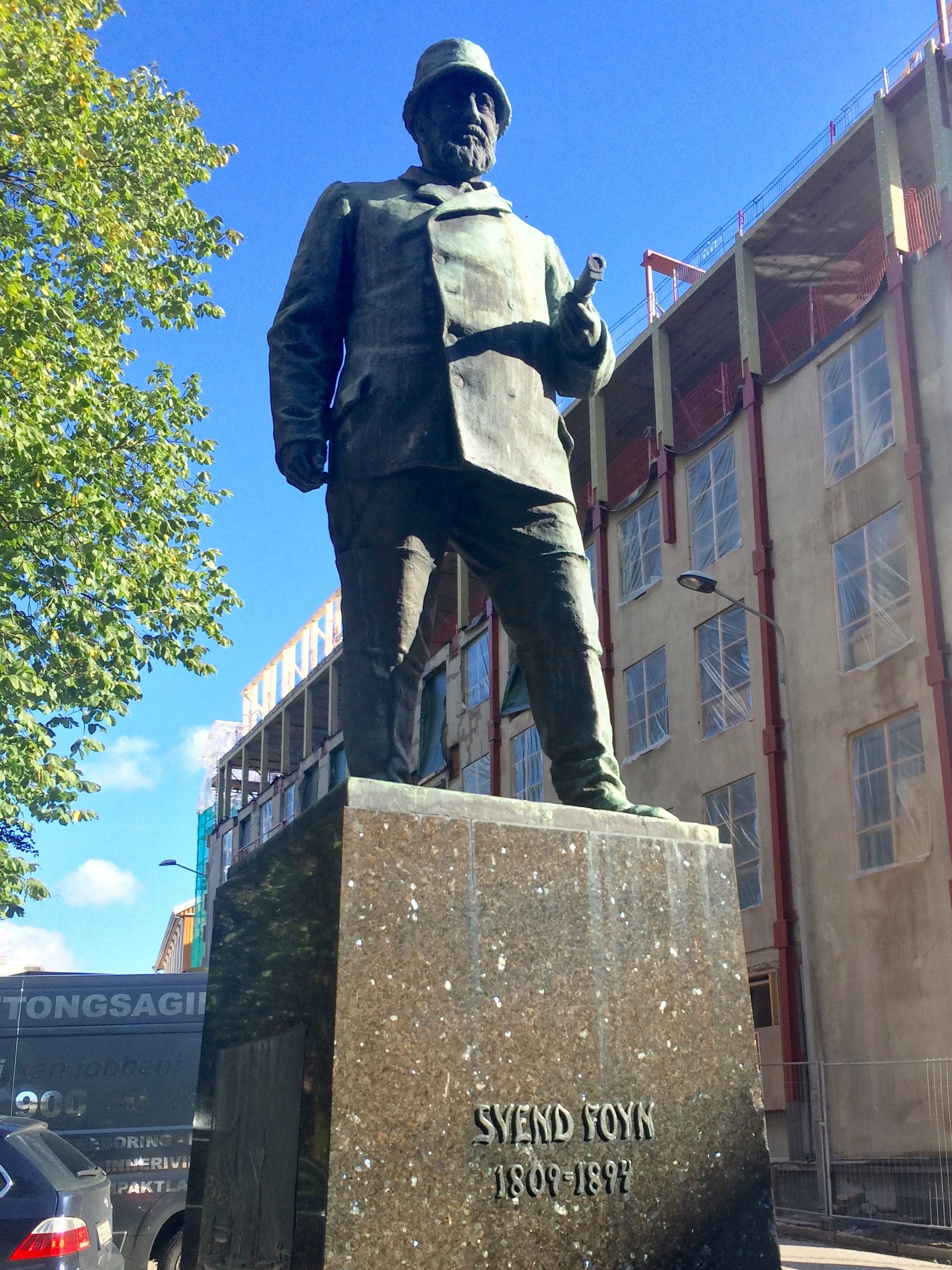
Памятник в Тёнсберге

## Личная жизнь
О личной жизни Свена Фойна известно крайне мало. Родился в Тёнсберге. Его родителей звали Лаурентий Фойн и Бенте Мари Агер. В 1839 году он женился на Элис Амалии Твиде, с которой развёлся в 1842 году, но до конца жизни продолжал поддерживать дружеские отношения. Его жена впоследствии эмигрировала в США, где стала известной писательницей и исследовательницей Техаса. В 1849 году женился на Магдалине Маргрете Булл, с которой прожил до конца жизни.

## Память
Дом, в котором Свен Фойн провёл своё детство, теперь считается в Норвегии охраняемым историческим памятником. Это единственный сохранившийся в Тёнсберге дом постройки начала XVIII века.
Статуя Свена Фойна была возведена скульптором Андерсом Свьёром на территории Тёнсбергского собора в 1915 году. Его именем названы многие географические объекты в Арктике и Антарктике.